# Rabiga Kušajeva
Rabiga Jangulovna Kušajeva (rusko Рабига Янгуловна Кушаева), baškirska aktivistka, *1901, Samarska gubernija, Ruski imperij, † 1937.
Rabiga Kušajeva je bila sovjetska aktivistka za pravice žensk baškirskega porekla.

## Biografija
Kušajeva Rabiga Jangulovna se je rodila leta 1901 v vasi Hasjanovo v Samarski guberniji, ki je danes del  Bolšečernigovskega rajona v Samarski oblasti.
Leta 1916 je postala učiteljica v vaški šoli v Burzjanu v Samarski guberniji. Njen starejši brat Haris Džumagulovič Džumagulov (1891–1937), je bil eden od voditeljev baškirskega gibanja za neodvisnost.
Leta 1917 je Rabiga Jangulovna kot delegatka Baškirjev Pugačjevskega ujezda sodelovala pri delu Baškirskega kurultaja v Orenburgu. Tam se je zavzemala za enakopravnost baškirskih žensk. Zahtevala je, da ženske dobijo enake državljanske in politične pravice kot moški, in predlagala konkretne ukrepe za uresničitev teh zahtev. Njenih deset točk za enakost spolov je bilo vključenih v resolucijo Kurultaja.
Leta 1919 je postala vodja Oddelka za ženske zadeve  Baškirskega regionalnega komiteja Komunistične partije Sovjetske zveze (KPSZ). Sodelovala je pri organizaciji Vsebaškirske konference delavk in kmetic, ki je potekala septembra 1920 v Sterlitamaku. Novembra 1921 se je udeležila IX. zasedanja Vseruskega kongresa sovjetov v Moskvi. Sodelovala je pri organizaciji I. Vsebaškirskega kongresa delavk in kmetic, ki je potekal novembra 1924, in Vsebaškirskega ženskega kongresa v Sovjetu, ki je potekal oktobra 1927.
Leta 1922 se je poročila s Hafisom Kuščajevičem Kuščajevim (1888–1937), ki je bil vojak v ruski carski vojski in je po oktobrski revoluciji sodeloval v baškirskem gibanju za neodvisnost.
Leta 1927 se je Kuščajeva postala direktorica Otroškega doma Khudaiberdin v Ufi. Leta 1929 je bila imenovana za inšpektorico Oddelka za otroške domove Ljudskega komisariata za izobraževanje Ruske sovjetske federativne socialistične republike (RSFSR) (RSFSR) v Moskvi.
Poleti leta 1937 je Kuščajeva umrla v nesreči, ko se je z električnim vlakom vračala domov. Istega leta, med veliko čistko, so njenega moža 27. septembra usmrtili kot baškirskega nacionalista (rehabilitiran leta 1957), njenega brata pa so ustrelili decembra (rehabilitiran leta 1959).
Kuščajeva je imela tri otroke. Njena prva hči, Minsilu, je leta 1923 umrla zaradi davice. Njena druga hči, Tansilu (Dina) (1925–1996), je postala balerina v Permu. Po smrti staršev so njunega petletnega sina Irka poslali v sirotišnico.